# Notropis bairdi
Notropis bairdi es una especie de peces de la familia de los Cyprinidae en el orden de los Cypriniformes.

## Morfología
Los machos pueden llegar alcanzar los 8 cm de longitud total.

## Hábitat
Es un pez de agua dulce.

## Distribución geográfica
Se encuentran en Norteamérica: desde el suroeste de Arkansas hasta el oeste de Oklahoma y el noroeste de Texas (Estados Unidos).